# 安德烈·范德诺特
安德烈·范德诺特（德語：André Vandernoot，1927年—1991年）是比利时指挥家。

## 生平
1927年出生于布鲁塞尔，在布鲁塞尔皇家音乐学院学习。1951年在贝桑松国际音乐节指挥大赛获得第8名，后赴维也纳音乐学院深造。
1954年开始在比利时国家管弦乐团出任指挥。1974年至1975年担任该乐团音乐总监。1976年至1983年担任安特卫普爱乐乐团首席指挥。1987年开始担任比利时法语广播交响乐团首席指挥。1991年11月6日因顱內出血在布鲁塞尔去世。
他的女儿亚历山德拉·范德诺特是知名演员。